# The best of (албум Галије из 2011)
The best of пети  је компилацијски албум музичке групе Галија. Објављен је 2011. године под окриљем издавачке куће Hit records за тржиште Хрватске. На албуму се налази петнаест песама.